# مبدأ أبجدي
يشير المبدأ الأبجدي إلى اعتبار الحروف وتراكبيها الرموز المستخدَمة لتمثيل أصوات الكلام في لغة ما بالاعتماد على العلاقات المنهجية والمتوقعة بين الأحرف المكتوبة، والرموز، والكلمات المحكيّة، ويُعد المبدأ الأبجدي أساس أي نظام للكتابة الأبجدية (مثل المجموعة الإنكليزية المتنوعة للأبجدية الرومانية، وهي أحد الأنواع الشائعة لأنظمة الكتابة المُستخدمة حالياً).
تتضمن أنظمة الكتابة الأبجدية التي تستخدم (عملياً) إملاءً يعتمد على الصوتيات بشكل تام تقريباً حرفاً واحداً لكل صوت مفرد في الكلام، وتُستخدم هذه الأنظمة، على سبيل المثال، في لغات حديثة مثل الصربية (والتي يمكن عَدُّها مثالًا على الإملاء الصوتي التام)، والمقدونية، والإستونية، والفنلندية، والإيطالية، والرومانية، والإسبانية، والجورجية، والمجرية والتركية، إذ تمتلك هذه اللغات نظام تهجئة مباشراً يمكّن الكاتب من توقّع تهجئة الكلمة بالاعتماد على طريقة لفظها، وبالمثل، يمكّن القارئ من توقّع لفظ كلمة من تهجئتها، ومن جهة أخرى تتضمن اللغات القديمة التي تمتلك أنظمة كتابة صوتية تامة تقريباً، الأفستية، واللاتينية، والفيداوية والسنسكريتية الديوناكرية، في المقابل يوجد اختلاف كبير بين الأصوات والحروف في كل من الإنكليزية والفرنسية.
لا يشكل المبدأ الأبجدي أساساً لأنظمة الكتابة اللوغوغرافية مثل الصينية، أو أنظمة الكتابة المقطعية مثل الكانا اليابانية، وتتشارك اللغة الكورية مع الصينية واليابانية أصول العديد من الرموز، ويُعتبر الهانغل، وهو نظام كتابة اللغة الكورية وحروفها، والذي ألفه الملك سيجونغ العظيم وتلاميذه عام 1446، أبجدياً بشكل تام تقريباً، رغم أنه قد يبدو لوغوغرافياً أو مقطعياً للغرباء، ويرتبط المبدأ الأبجدي بشكل وثيق بالسمعيات، فهي العلاقة المنهجية بين الكلمات المحكيّة وتمثيلها البصري (الحروف).

## الأبجدية اللاتينية
تُعتبر معظم علوم الإملاء التي تستخدم أنظمة الكتابة اللاتينية صوتية بشكل غير تام، وتتشعب من هذا المعيار لنسب أكبر أو أصغر، ذلك لأن الرومان القدماء قد صمموا الأبجدية خصيصاً للاتينية، وكُيّفت بعد ذلك في العصور الوسطى لتلائم اللغات الرومانسية سلائل اللاتينية، بالإضافة إلى اللغات السلتية، والجرمانية، والبلطيقية، وبعض اللغات السلافية، وأخيراً معظم لغات أوروبا.

### علم الإملاء في الإنكليزية
يعتمد علم الإملاء الإنكليزي على المبدأ الأبجدي، ولكن اكتساب الأصوات والتهجئات من لغات متنوعة قد جعل نماذج التهجئة الإنكليزية مربكة، علماً أن نماذج التهجئة تتبع عادةً أعرافاً محددة، ولكن يمكن تهجئة كل صوت تقريباً بشكل صحيح بحروف أو مجموعات حروف مختلفة، فعلى سبيل المثال، يمثّل الحرفان (ee) اللفظ i دوماً تقريباً، ولكن يمكن تمثيل هذا الصوت أيضاً باستخدام الحرف (y) أو الحرفين (ie).
تُعتبر أنظمة التهجئة في بعض اللغات، مثل الإسبانية، بسيطة نسبياً لأنها تلتزم كثيراً بالموافقة الفردية المثالية بين الأصوات ونماذج الحروف التي تمثلها، بينما يعتبر نظام التهجئة في الإنكليزية أكثر تعقيداً، ويتفاوت كثيراً في الدرجة التي يتّبع بها النموذج المذكور، ويعود ذلك لعدة أسباب، أولها أن الأبجدية تتضمن 26 حرفاً، ولكن اللغة الإنكليزية تضم 40 صوتاً يجب أن ينعكس في تهجئة الكلمات، وثانيها أن بدء توحيد التهجئة الإنكليزية قد طرأ في القرن الخامس العشر، ولم تخضع معظم التهجئات للمراجعة لكي تعكس التغيرات اللفظية على الأمد الطويل، والتي تُعتبر نموذجية لجميع اللغات، وأخيراً، تتبنى اللغة الإنكليزية كلمات أجنبية باستمرار دون تغيير تهجئتها.

## دور المبدأ الأبجدي في القراءة
اعتُبر تعلّم العلاقة بين الحروف المكتوبة والأصوات المحكيّة وسيلة إرشادية ضرورية لاستعراف الكلمات منذ عقود، إذ يمكّن استيعاب وجود علاقة مباشرة بين الحروف والأصوات القارئ الناشئ من تحليل تهجئة كلمة مكتوبة غير معروفة، وربطها بأخرى محكيّة ومعروفة، وعادةً ما يستعرف القراء الناشؤون غالبية الكلمات المكتوبة غير المألوفة بنطقها، وبالمثل، يُعد استعياب العلاقة بين الحروف والأصوات وسيلة إرشادية ضرورية لتعلّم التهجئة.